# Dei Verbum
Dei Verbum (en català, paraula de Déu) és una constitució apostòlica que és dels principals documents del Concili Vaticà II i una de les dues constitucions dogmàtiques juntament amb la Lumen Gentium. El text final fou promulgat el 18 de novembre del 1965 pel papa Pau VI després d'haver estat aprovada per l'assemblea de bisbes per 2.344 vots a favor i 6 en contra. Amb aquest document la Sagrada Escriptura esdevenia el centre de la reflexió sobre la revelació com a font única i privilegiada que mostra a la humanitat el designi salvador de Déu, mentre que la relació entre Escriptura i Tradició quedava reservada per al capítol segon del document". El document marcà un abans i un després en la teologia catòlica, tancant la teologia posttridentina i obrint un nou període que, segons el teòleg Armand Puig, volia retornar a les fonts i la percepció d'un Déu personal, que vingué a la Terra com a Fill i que es manifesta en la història com a Esperit Sant.